# افرای ممرز
افرای ممرز (نام علمی: Acer carpinifolium) نام یک گونه از سرده افرا است.